# Груша, Якуб
Якуб Груша (чеш. Jakub Hrůša; род. 23 июля 1981, Брно) — чешский дирижёр.
В школьные годы учился играть на фортепиано и тромбоне. Затем окончил Академию музыкальных искусств в Праге (2004) как дирижёр, учился у Иржи Белоглавека, Радомила Элишки и Леоша Сваровского. В 2005 г. стажировался в Берлине под руководством Лутца Кёлера. В 2000 г. дебютировал как дирижёр на конкурсе молодых дирижёров фестиваля «Пражская весна», в 2003 г. получил третью премию Международного конкурса молодых дирижёров имени Ловро Матачича в Загребе.
В 2002—2005 гг. дирижировал Пражским студенческим оркестром и Чешским студенческим оркестром, со вторым из них участвовал в фестивале Young Euro Classic 2003 в Берлине. В те же годы был ассистентом в Чешском филармоническом оркестре, сотрудничал также со многими чешскими камерными оркестрами. В 2005 г. дебютировал с зарубежными коллективами в Словакии и Италии. В 2005—2008 гг. возглавлял Злинский филармонический оркестр имени Богуслава Мартину, в 2008—2015 гг. — Пражский камерный филармонический оркестр.
Как оперный дирижёр работает с 2010 г. с гастрольной программой Глайндборнского фестиваля. В 2011 г. был назначен на должность музыкального руководителя Датской Королевской оперы, однако так и не приступил к своим обязанностям, выйдя в отставку вместе с художественным руководителем театра Китом Уорнером в знак протеста против резкого сокращения финансирования.
В 2016 году возглавил Бамбергский симфонический оркестр.
Осуществил ряд записей, большинство из них с Пражским камерным филармоническим оркестром; среди записанного преобладают произведения чешских композиторов, но есть также Фантастическая симфония Гектора Берлиоза и Альпийская симфония Рихарда Штрауса (с Токийским столичным симфоническим оркестром), концерты для оркестра Белы Бартока и Золтана Кодаи (с Симфоническим оркестром Берлинского радио) и др.